# Батангас (місто)
Батангас (філ.: Lungsod ng Batangas) - найбільше місто та адміністративний центр однойменної провінції Батангас на Філіппінах. Його називають "Промисловим портом Калабарсона". Згідно з переписом 2015 року мав населення 329 874 особи.
Місто Батангас є центром торгівлі, фінансів, освіти та медичних послуг провінції. Тут розташований один з найбільших нафтопереробних заводів в країні, Pilipinas Shell, а також газопереробний завод.

## Міста-побратими
- - Лангенфельд, Рейнська область, Німеччина
- - Гвадалахара, Мексика
- - Ілоіло, Філіппіни